# Ravan (Sibinj)
Ravan je naseljeno mjesto u Republici Hrvatskoj u sastavu općine Sibinj u Brodsko-posavskoj županiji.

## Zemljopis
Ravan se nalazi sjeverno od Sibinja na obroncima Dilj gore, susjedna naselja su Brđani i Brčino na sjeveru, Grgurevići, Čelikovići i Jakačina Mala na jugu te Bilice na zapadu.

## Stanovništvo
Prema popisu stanovništva iz 2011. godine Ravan je imao 185 stanovnika, dok je 2001. godine imao 185 stanovnika od čega 185 Hrvata. 
| broj stanovnika | 120   | 121   | 104   | 114   | 122   | 175   | 172   | 194   | 221   | 221   | 211   | 192   | 173   | 170   | 185   | 161   | 102   |
|                 | 1857. | 1869. | 1880. | 1890. | 1900. | 1910. | 1921. | 1931. | 1948. | 1953. | 1961. | 1971. | 1981. | 1991. | 2001. | 2011. | 2021. |